# Café de reparación

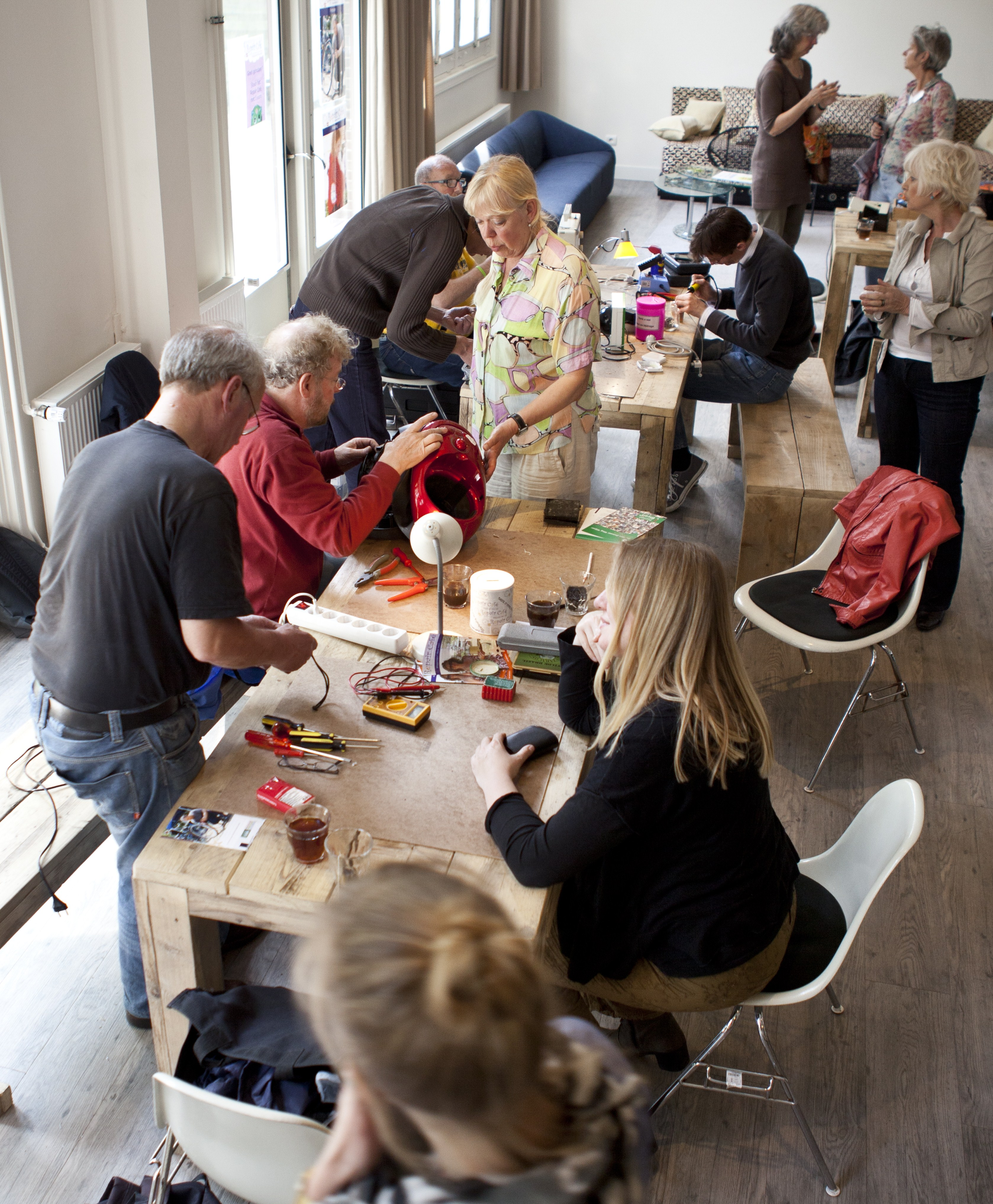
Cafetería de reparación Ámsterdam-Del oeste

Un café de reparación o cafetería de reparación es una reunión en la que la gente repara sus dispositivos domésticos eléctricos y mecánicos, ordenadores, bicicletas, ropa, etc. Están organizados por y para residentes locales. Los cafés de reparación se llevan a cabo en una ubicación fija donde están disponibles las herramientas y donde  se pueden arreglar las cosas con la ayuda de voluntarios. Sus objetivos son reducir residuos,  mantener habilidades de reparación y fortalecer la cohesión social.

## Historia
El concepto se originó en 2009 por Martine Postma. El 18 de octubre de 2009, la primera Cafetería de Reparación tuvo lugar en Fijnhout Teatro, Ámsterdam-Oeste. El 2 de marzo de 2010, se creó la Fundación de Cafetería de la Reparación. La fundación se formó para apoyar grupos locales alrededor del mundo a instaurar sus propias Cafeterías de Reparación. Desde entonces, el número de Cafeterías de Reparación ha crecido rápidamente. En marzo de 2016, Postma registrado más de 1.000 Cafeterías de Reparación en todo el mundo, 327 en Holanda, 309 en Alemania, 22 en el Reino Unido, 21 en los EE. UU., 15 en Canadá, cuatro en Australia y uno en India. En enero de 2017, el número de Cafeterías de Reparación subió a más de 1.200, en marzo de 2018 se alcanzó el número de 1.500 en 33 países.
En 2017, se anunció el primer Día Internacional de Reparación, que a partir de entonces tiene lugar el tercer sábado de octubre cada año.

## Compartición de conocimiento
En 2017, la Fundación de Cafeterías de Reparación desarrolló una herramienta en línea - el RepairMonitor - que permite a voluntarios recoger y compartir conocimiento sobre datos de reparación vía base de datos. En marzo de 2018, se había incluido información de aproximadamente casi 4.000 reparaciones en este sistema, con la finalidad de  promover la reparabilidad y durabilidad de los productos.  En RepairMonitor, los Repair Cafés de todo el mundo realizan un seguimiento de sus datos de reparación: ¿qué productos y marcas existen, qué falla en los artículos y si se pueden solucionar los problemas? Este panel proporciona respuestas (visuales) a estas y otras preguntas sobre la sostenibilidad y reparabilidad de los artículos en nuestra vida diaria.

## Impresión 3D de partes rotas
Algunas cafeterías de reparación han empezado a utilizar impresoras 3D para replicar partes rotas. Las piezas rotas de electrodomésticos domésticas se  pueden piezar o pegar juntas, tras lo cual se pueden digitalizar usando un  escáner 3D. Ejemplos de  escáneres 3D incluyen David Starter-Kit, 3D Sistemas Sense, MakerBot Digitizer, Fuel 3D, Microsoft Kinect, y Asus Xtion. Una vez se ha escanado el objeto físico, el modelo 3D modelo se renderiza. Puede ser convertido a un formato .stl u .obj y revisado utilizando software de procesamiento de la geometría como makeprintable, netfabb, MeshLab, Meshmixer, Cura, o Slic3r. Se imprime utilizando una impresora 3D,
Para reducir el tiempo necesario en la cafetería de reparación, las personas pueden elegir usar una pieza pre-hecha obtenida de un sitio web con modelos 3D (ahorrándose el paso del escaneado), o hacer el modelo 3D modelo ellos mismos, tomando varias fotografías de la pieza y utilizando algo similar a 123D Coge, y/o escoger (si la cafetería de reparación no tiene su propia impresora 3D) obtener el modelo 3D hecho en la cafetería de reparación, pero imprimirlo en cualquier otro lugar, utilizando una impresora 3Dr. Alternativamente se puede utilizar un servicio de impresión 3D como Ponoko, Shapeways, y así la persona puede regresar a la cafetería de reparación para fijar la nueva pieza al equipo averiado o roto.